# José Bacelar Bebiano
José Bacelar Bebiano (1894 — 1967) foi um geólogo, pioneiro no estudo científico do ultramar português, que exerceu as funções de Ministro do Comércio e Comunicações (1928) e de Ministro das Colónias (1928-1929) no período da Ditadura Nacional.

## Biografia
Formou-se em Ciências Naturais na Escola Politécnica de Lisboa e prosseguiu estudos na Royal School of Mines, de Londres, onde se formou em Engenharia de Minas e Geologia.
A partir de 1919, dedicou-se aos estudos geológicos e mineiros em Angola, Moçambique e Cabo Verde, produzindo trabalhos pioneiros sobre a geologia e o potencial mineiro desses territórios.
Foi Ministro do Comércio e Comunicações do 4.º governo da Ditadura Militar (de 18 de abril a 11 de junho de 1928) e Ministro das Colónias dos 5.º governo (de 10 de novembro de 1928 a 8 de julho de 1929) e 6.º governo da Ditadura Nacional (de 8 a 20 de julho de 1929). Foi presidente da Junta das Missões Geográficas e de Investigação Coloniais (1936-1945).